# Fierté Montréal
Fierté Montréal (anglais : Montréal Pride) est un festival annuel québécois célébrant la diversité sexuelle et de genre (DSG) à Montréal (Québec). Il est le plus grand événement de ce genre au Canada. Il se déroule sur onze jours consécutifs (du jeudi au dimanche de la semaine suivante) habituellement à la mi-août de chaque année. Fondé en 2007 à l’initiative des communautés de la diversité sexuelle et de genres, Fierté Montréal est aujourd’hui le plus grand rassemblement en son genre à travers toute la francophonie.
L’organisme a pour mission principale de soutenir et de promouvoir les communautés de la diversité sexuelle et de la pluralité des genres locales tout en servant de phare d’espoir pour les communautés qui vivent dans l’injustice à travers le monde.
Le festival de Fierté Montréal attire près de 3,4 millions d’entrées localement et internationalement lors de onze journées d’activités communautaires et culturelles qui comprennent notamment des spectacles gratuits, des panels, la journée communautaire et le défilé.
Mis en scène dans le Village gai de Montréal, il est ouvert à tous les publics, quelles que soient leur orientation sexuelle, identité de genre ou expression de genre.

## Fierté Canada Pride Montréal 2017

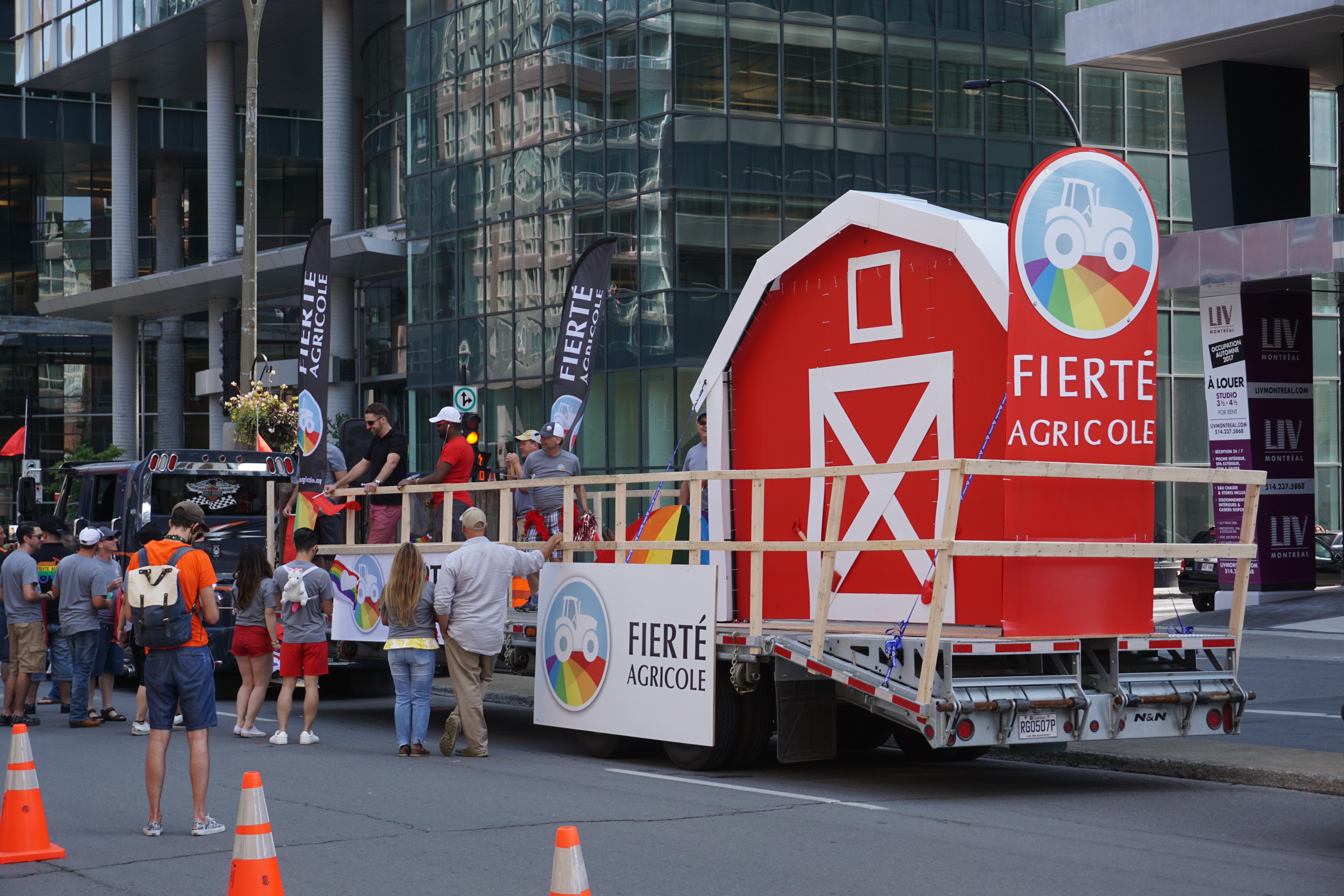

Du 10 au 20 août 2017, l'édition spéciale du festival Fierté Canada Pride Montréal 2017 a été présentée dans le cadre de la programmation officielle des célébrations du 375e anniversaire de Montréal et du 150e anniversaire du Canada. Avant le défilé, le maire de Montréal, Denis Coderre, a présenté des excuses officielles à la communauté LGBTQ+ pour la violence et la discrimination perpétrées contre la communauté par les forces de police locales dans les années 1960 à 1990. L'édition 2017 du défilé a été la plus importante de l'histoire de la ville. Dans un événement qui a attiré l'attention des médias, le Premier ministre Justin Trudeau a marché avec le Taoiseach irlandais Leo Varadkar (le premier dirigeant irlandais ouvertement gay) et le conjoint de Varadkar, Matthew Barrett. Les coprésidents d'honneur de cette édition spéciale de la Fierté à Montréal étaient : John Banks, Janik Bastien Charlebois, Puelo Deir, Khloé Dubé, Florence Gagnon, Mona Greenbaum, Maïtée Labrecque-Saganash, Mado Lamotte, Fleurien Leth Graveson, Stuart Milk, Martine Roy, Bill Ryan , Jack Saddleback, Mark Singh, Chrissy Taylor et Mark Tewksbury.

## Fierté Montréal 2018
La 12e édition du festival Fierté Montréal s'est déroulée du 9 au 19 août 2018. Les femmes transgenres et leurs alliés ouvraient le défilé cette année. Le thème du défilé était la cinquième couleur du drapeau LGBTQ+ : le bleu. Les coprésidents d'honneur du défilé comprenaient Jacq Brasseur, l'activiste de Stonewall, Miss Major Griffin-Gracy, l'athlète olympique américain Gus Kenworthy, Dominique Lavergne, Julie Lemieux, Kennedy Olango et Dany Turcotte.

## Fierté Montréal 2019

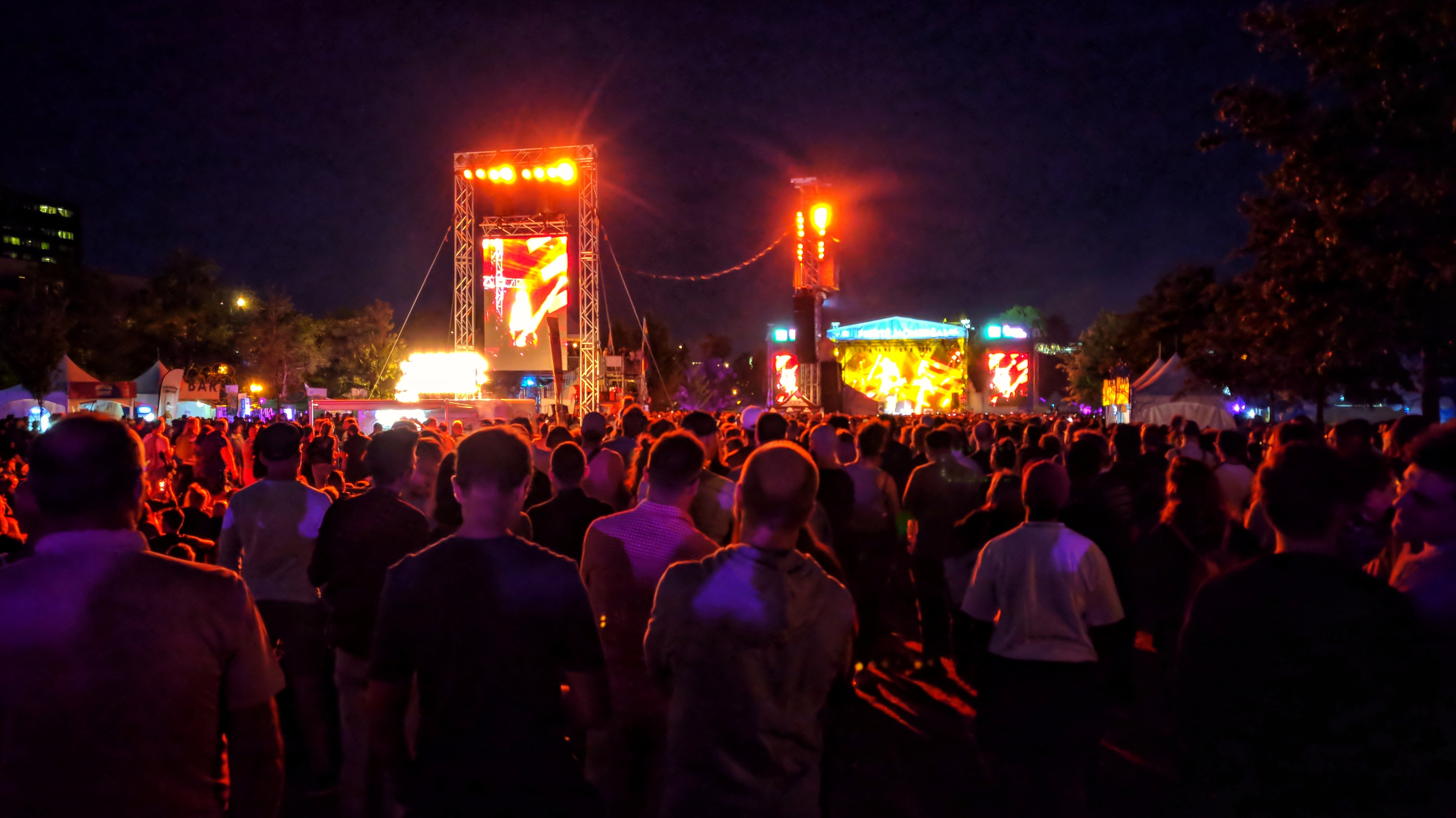

La 13e édition du festival Fierté Montréal s'est déroulée du 8 au 18 août 2019. Les coprésidents d'honneur du festival comprenaient : militant et athlète LGBTQ+ Val Desjardins, militant et M. Cuir Montréal 2011 Dany Godbout, auteur et activiste Ma-Nee Chacaby, créateur du drapeau trans Monica Helms, l'acteur américain Wilson Cruz et fondateur de Proud To Be Us Laos Anan Bouapha. Les têtes d'affiche de cette édition comprenaient : Ciara, Margaret Cho, Ariane Moffatt, Steve Grand, 12 stars de la série de télévision américaine RuPaul's Drag Race pour le spectacle Drag Superstars animé par Sasha Velour avec des performances de Robin S et Janice Robinson. Le thème du 36e défilé de la Fierté était la sixième couleur du drapeau LGBTQ+ : le violet.

## Fierté Montréal 2022
En 2022, le défilé a dû être annulé à la dernière minute lorsque les organisateurs n'ont pas embauché suffisamment de personnel. Philippe Schnobb, ancien président du conseil d'administration de la Société de transport de Montréal, est chargé de mener une enquête. Une pétition réclame la démission du directeur général de l'organisme, Simon Gamache.

## Fierté Montréal 2024
Fierté Montréal annule ses activités extérieures à cause de l'ouragan Debby.